# Lorenzo Brown
Lorenzo Dontez Brown (* 26. August 1990 in Roswell (Georgia)) ist ein US-amerikanisch-spanischer Basketballspieler.

## Werdegang
Als Schüler war Brown zunächst Mitglied der Basketballmannschaft der Centennial High School in Roswell (US-Bundesstaat Georgia), dann der Hargrave Military Academy im US-Bundesstaat Virginia.
Brown spielte von 2010 bis 2013 für die Mannschaft der North Carolina State University. Dort machte er insbesondere als Passgeber auf sich aufmerksam, im Spieljahr 2012/13 war er statistisch für 7,2 Korbvorlagen je Begegnung zuständig. Im März 2013 gab er den vorzeitigen Wechsel in den Berufsbasketball bekannt.
In der nordamerikanischen National Basketball Association (NBA) bestritt Brown für drei Mannschaften insgesamt 107 Spiele, die meisten für die Toronto Raptors. Mehr Erfolg als in der NBA hatte er in der NBA-G-League, 2017/18 wurde Brown als bester Spieler der Liga ausgezeichnet.
Bei den Zhejiang Golden Bulls in der Volksrepublik China erzielte Brown in der Saison 2016/17 24 Punkte je Begegnung, kehrte nach Nordamerika zurück und spielte 2019 (Guangzhou Loong Lions) erneut in China. Dort kam er auf einen Punktedurchschnitt von 25,3 Punkten je Begegnung.
Auch im europäischen Basketballsport setzte sich Brown schnell durch, überzeugte vor allem durch seine Führungsstärke sowie als Vorlagengeber.
In der Sommerpause 2024 wechselte Brown zu Panathinaikos Athen. Olimpia Mailand nahm den Aufbauspieler im Juli 2025 unter Vertrag.

### Nationalmannschaft
Brown erhielt im Juli 2022 die spanische Staatsbürgerschaft, um im selben Jahr die Nationalmannschaft des Landes bei der Europameisterschaft zu verstärken. Diese Vorgehensweise zog in Spanien deutliche Kritik nach sich. Die Vereinigung der spanischen Berufsbasketballspieler ABP äußerte, es sei ungerecht, einen Spieler für die Nationalmannschaft zu verpflichten, der über keine Verbindungen zu Spanien verfüge, nie bei einem Verein des Landes unter Vertrag gestanden habe und kein Spanisch spreche. Der gebürtige US-Amerikaner gewann mit Spanien 2022 überraschend die Europameisterschaft und war während des Turniers mit 15,2 Punkten sowie 7,6 Korbvorlagen je Begegnung ein entscheidender Spieler der spanischen Auswahl.

### Erfolge
- Europameister 2022
- Israelischer Meister 2023, 2024
- Israelischer Pokalsieger 2022
- Griechischer Pokalsieger: 2025